# Oranjeplaat (eiland)
De Oranjeplaat is een onbewoond eiland in het Veerse Meer in de Nederlandse provincie Zeeland. Te vinden aan de zuidkant van het Veerse Meer noordoost van het stadje Arnemuiden. Het eilandje is 9 hectare groot en is voor ongeveer de helft bebost en het andere deel is weidegebied. Er is maar één aanlegsteiger.
De Oranjeplaat is net als de eilandjes in de buurt zoals de Bastiaan de Langeplaat en de Arneplaat toegankelijk voor bezoekers. De maximale tijd aan een ligplaats is 24 uur.
Ten zuiden van het eiland ligt aan de overzijde van het water de buurtschap Oranjeplaat.